# Volleyball Franches-Montagnes
Il Volleyball Franches-Montagnes è una società di pallavolo femminile con sede a Saignelégier. Milita nel massimo campionato svizzero.

## Storia
Il Volleyball Franches-Montagnes nasce nel 1991. Il club milita nelle categorie minori nei primi anni della sua storia, per esordire nella Ligue Nationale A nel 1998, ma retrocedendo dopo una sola stagione. Già nel 1999 il club torna a giocare nella massima serie del campionato svizzero, dove milita ininterrottamente per dieci stagioni. Nel 2004 vince il suo primo trofeo, aggiudicandosi la Supercoppa svizzera, superando in finale il Volley Club Kanti. In questo periodo il club partecipa anche alle coppe europee minori, ma senza grandissimi risultati e gioca altre due finali, in Coppa di Svizzera e nuovamente in Supercoppa, perdendole entrambe.
Nella stagione 2008-09 il club retrocede in Lega Nazionale B, ma già nella stagione 2010-11 torna a giocare nella massima serie.

## Palmarès
- Supercoppa svizzera: 1

2004